# Fennomania
La Fennomania va ser el moviment polític més important del segle xix al Gran Ducat de Finlàndia. Va ser la successora de la fennofília del segle xviii i principis del xix.
Va consistir en un moviment que cercava augmentar l'estatus social de la llengua finesa de llengua minorada a llengua nacional i de cultura al seu país.
Molta gent de la primera generació de fennomans eren, originàriament, parlants materns de suec, si bé no tots. La majoria va fer un gran esforç per utilitzar la llengua finesa tant a casa com a l'esfera pública, donant als seus fills allò que ells no pogueren gaudir: del finès com a llengua materna.
Alguns dels fennomans també varen finlanditzar els seus cognoms, especialment a les darreries del segle xix.

## Lema
El lema dels fennomans va ser escrit per Adolf Ivar Arwidsson, curiosament, en llengua sueca: 
"Suecs ja no ho som més,
russos mai no podrem ser,
Així que deixeu-nos ser finesos!"